# Perz właściwy
Perz właściwy (Elymus repens) – gatunek byliny należący do rodziny wiechlinowatych. Znany też jako perz pełzający. Występuje w Europie i Azji, na obszarach o klimacie kontynentalnym i subkontynentalnym. W Polsce roślina bardzo pospolita na całym niżu i w niższych położeniach górskich.

## Morfologia

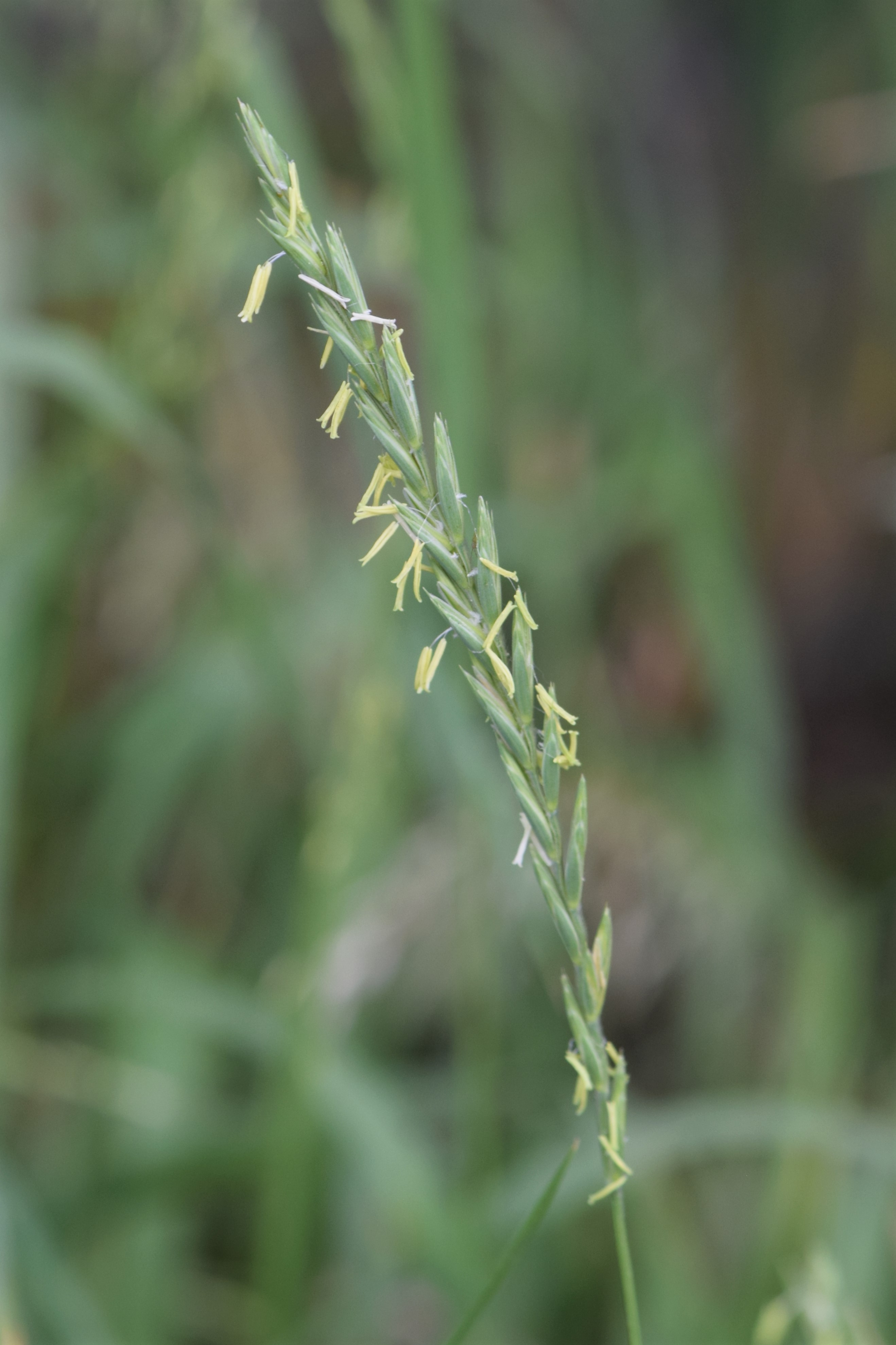
Kwiatostan

ŁodygaŹdźbła wzniesione lub podnoszące się, nagie i gładkie, z kolankami i międzywęźlami. Osiągają wysokość 20–150 cm.
LiścieWyrastają na łodydze skrętolegle, są żywozielone lub sinozielone, płaskie, równowąskie, o szerokości 4–15 mm. Otwartymi pochwami obejmują łodygę, młode pochwy liściowe są nieco owłosione, starsze są nagie. U nasady mają duże, wąskie ostrogi, sierpowato obejmujące źdźbło. Blaszka liściowa z wierzchu szorstka, z prześwitującymi nerwami, języczek liściowy krótki, delikatnie ząbkowany, przeważnie rdzawy.
KwiatyNa szczycie łodygi zebrane w spłaszczone kłosy o długości ok. 10 cm. Każdy kłos składa się z ok. 15-20 gęstych, jajowatolancetowatych, spłaszczonych po bokach kłosków. Kłoski o długości 10–15 mm, nieco odstające, zwykle 3-5 kwiatowe, ustawione na łodydze w dwóch szeregach, szeroką stroną do środka kłosa. 2 plewy niemal jednakowe, o długości 6–12 mm, zwykle 5-7 nerwowe. Dolna plewa lancetowata, zwykle zaostrzona i zakończona ością o długości do 6 mm. Roślina kwitnie od czerwca do września, jest wiatropylna.
OwocRównowąski, podługowaty, szarobiały lub żółtawy ziarniak o długości ok. 7–8 mm, nieco ponad 1 mm szerokości. Jest oplewiony.
KłączeBłyszczące, żółtawe, jasnobrunatne lub żółtawobrunatne o grubości 2 do 3 mm. Międzywęźla długie do 6 cm są podłużnie bruzdowane i puste w środku. Na przekroju poprzecznym węzłów widoczny jest żółtawy rdzeń.

## Ekologia

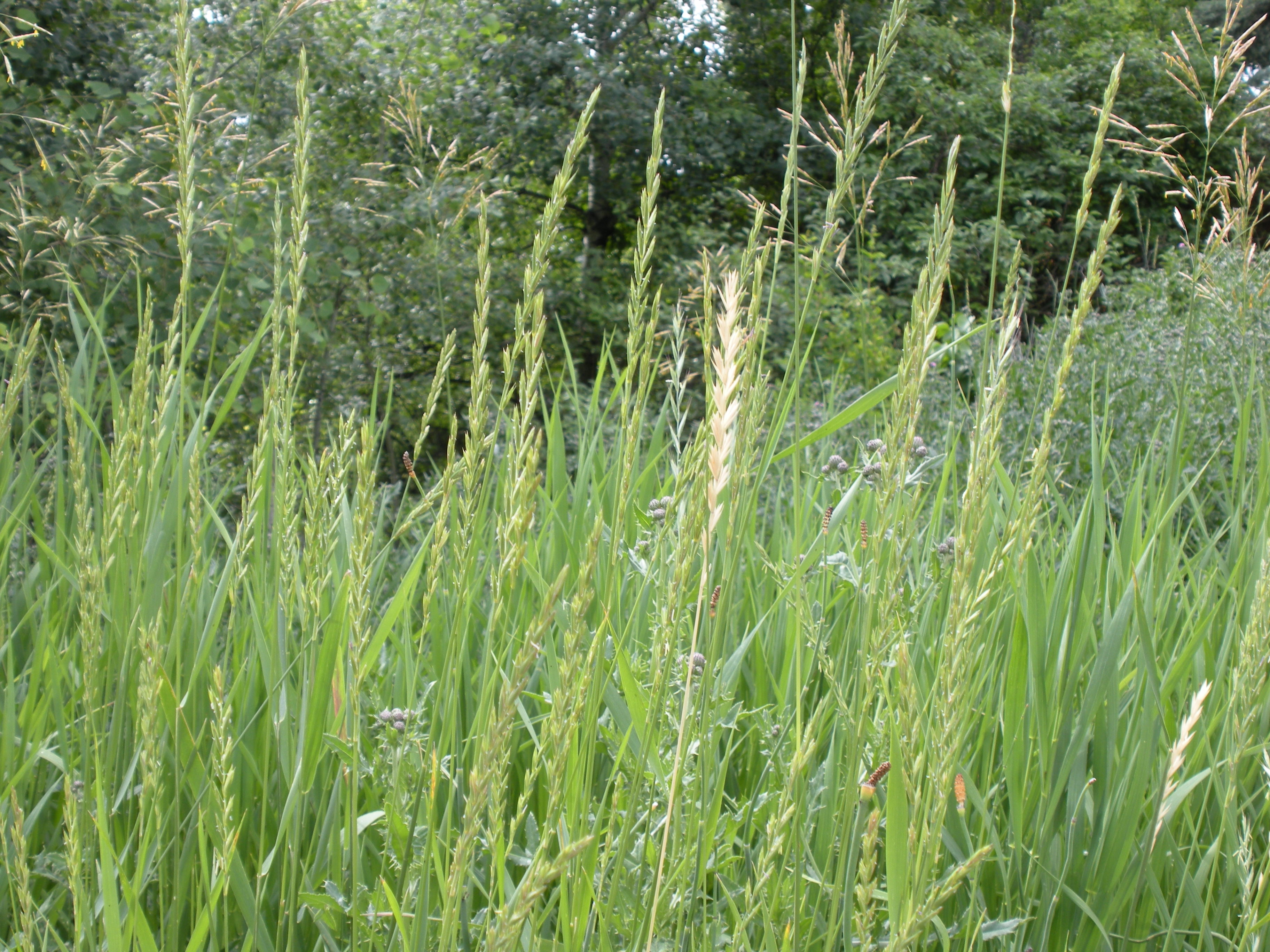
Pokrój

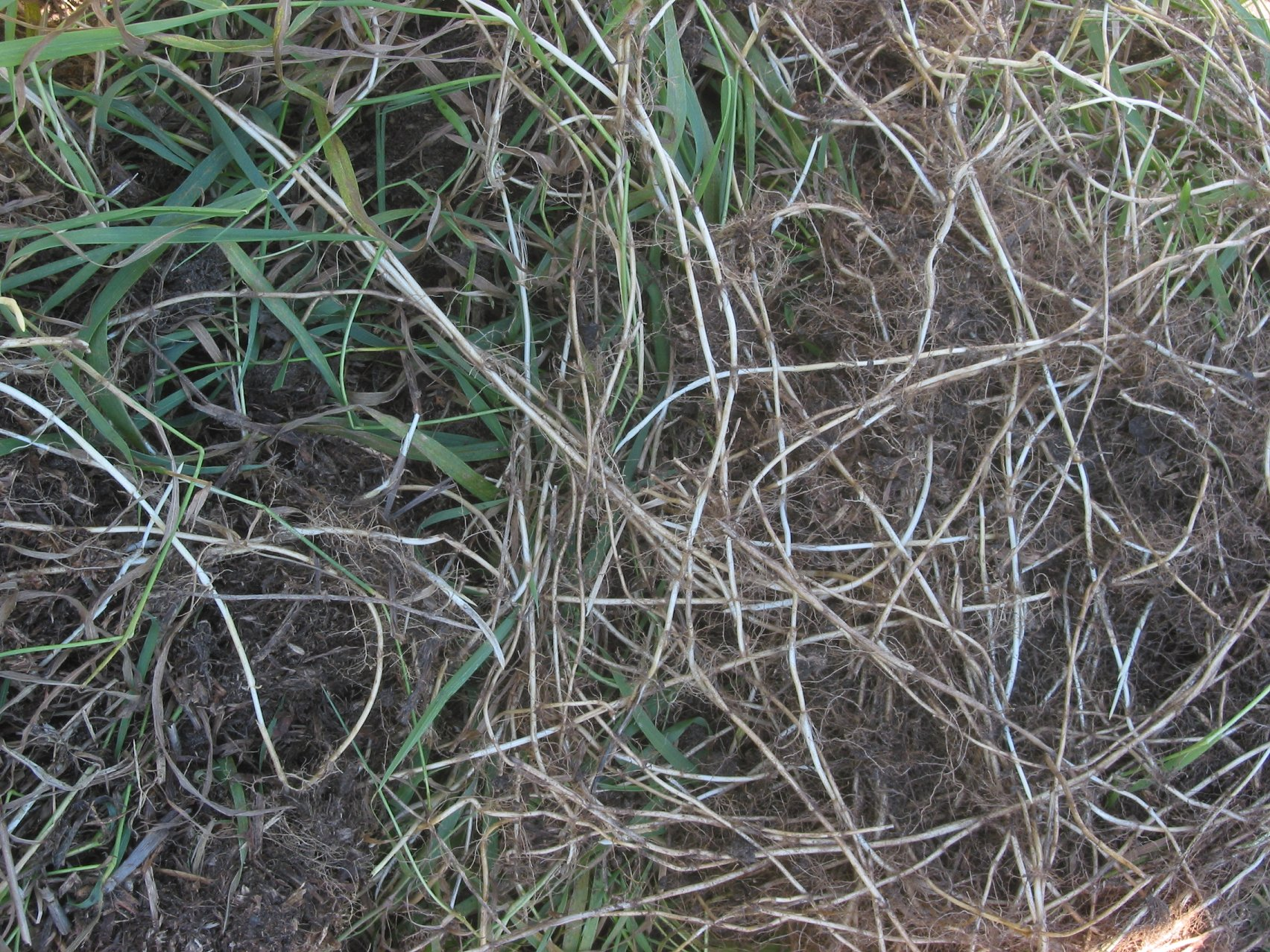
Kłącze perzu z rozłogami

Doskonale radzi sobie na wszystkich typach gleb uprawnych (z wyjątkiem skrajnie suchych gleb piaszczystych). Apofit, pospolity i bardzo uciążliwy chwast pól uprawnych. Rozprzestrzenia się przez nasiona dostające się do gleby wraz z ziarnem siewnym. W uprawach rolnych rozmnaża się wegetatywnie – odtwarzając się nawet z niewielkich fragmentów rozłogów. Geofit ryzomowy. Masowo zarasta ugory i nieużytki rolne. Rośnie także na siedliskach naturalnych – w zaroślach i na skrajach lasów. Jest bardzo wytrzymały na niesprzyjające warunki środowiska i doskonale radzi sobie w konkurencji z innymi roślinami o wodę i światło. W klasyfikacji zbiorowisk roślinnych gatunek charakterystyczny dla Cl. Agropyretea, Ass. Convolvulo-Agropyreton.

## Zmienność
Tworzy mieszańce z perzem sinym i perzem sitowym. Gatunek zróżnicowany na cztery podgatunki:
- Elymus repens subsp. arenosus Melderis - występuje na wybrzeżach północno-zachodniej Europy
- Elymus repens subsp. atlantis (Maire) Ibn Tattou - rośnie w górach Atlas w Maroku
- Elymus repens subsp. calcareus (Cernjavski) Melderis - występuje w górach Macedonii
- Elymus repens subsp. repens - rośnie w całym zasięgu gatunku

## Zastosowanie

### Roślina lecznicza
Surowiec zielarskiKłącze perzu (Graminis rhizoma) – całe lub rozdrobnione, umyte i wysuszone kłącze oczyszczone z korzeni przybyszowych. Zawiera takie składniki, jak: inulina, saponiny, olejek eteryczny zawierający głównie kapilen, kwasy organiczne, substancje gumowe, śluzy (około 10%), krzemionkę, duże ilości węglowodanów - szczególnie trycytyny (3-18%), sole mineralne (zwłaszcza potas i żelazo), witaminę C).
DziałanieSłabe przeczyszczające, moczopędne, przeciwbakteryjne, przeciwgorączkowe, żółciopędne. Największe zastosowanie znajduje w leczeniu chorób przemiany materii, jako tzw. zioło czyszczące krew – w leczeniu choroby reumatycznej, dny moczanowej, trądziku. Jest surowcem bogatym w związki pochodne fruktozy – jest odpowiedni jako środek dietetyczny dla diabetyków. Używa się go po zatruciach, gdy trzeba z organizmu jak najszybciej usunąć trucizny, jak również po przebytych zakażeniach. Wchodzi w skład wielu mieszanek ziołowych. Stosowany jest także w leczeniu nieżytów górnych dróg oddechowych, przy obrzękach wątroby, zmniejszonym wydzielaniu żółci, kamicy żółciowej, hemoroidach. Najczęściej stosowany jest w postaci odwaru.
Odwar z kłączy (1 łyżkę stołową rozdrobnionego suszu zalać 1 szklanką wody, doprowadzić do zawrzenia i od tego momentu gotować pod przykryciem przez 5-7 minut, przecedzić w razie potrzeby pić 2-3 razy dziennie po 2/3 szklanki) to bardzo skuteczny środek moczopędny i zalecany pomocniczo w cukrzycy. Jego picie stosuje się również w chorobach nerek, pęcherza moczowego, dolegliwości ze strony wątroby, kamicy nerkowej i żółciowej, złej przemianie materii i jako zioło „czyszczące krew”.
Zbiór i suszenieZbiór następuje wiosną lub na jesieni. Zebrane kłącze myje się i suszy w przewiewnym cieniu. Po wysuszeniu kłącza są czyszczone z drobnych korzeni przybyszowych i krajane na odcinki do 1cm.

## Inne zastosowania
- Zastosowanie rolnicze perzu jest niewielkie – ziele i kłącza mogą być używane jako pasza dla zwierząt.
- W okresach głodu dodawano do mąki zmielone kłącza perzu. Dodatek ten nie tylko ma własności odżywcze, ale również korzystnie oddziałuje na zdrowie.
- Kłącza perzu obok korzenia ryżowego, były niegdyś używane do wyrobu włosia szczotek i mioteł. Współcześnie zastosowanie to zostało wyparte przez znacznie tańsze w produkcji włókna wykonane z tworzyw syntetycznych